# Émile Pessard
Émile Louis Fortuné Pessard (ur. 29 maja 1843 w Paryżu, zm. 10 lutego 1917 tamże) – francuski kompozytor. 
Studiował w Konserwatorium Paryskim, gdzie zasad harmonii uczył go François Bazin, gry na organach François Benoist, a kompozycji Michele Carafa. W roku 1866 otrzymał Grand Prix de Rome za kantatę Dalila. W latach 1878–1880 pełnił funkcję inspektora nauki śpiewu w paryskich szkołach. W roku 1881 rozpoczął pracę pedagogiczną w konserwatorium. Wśród jego studentów byli między innymi Maurice Ravel i Jacques Ibert. W 1894 został Oficerem Legii Honorowej. Od roku 1895 pisał recenzje muzyczne do „Événement”. Skomponował wiele oper komicznych, operetek, mszy i pieśni.

## Główne dzieła
- Dalila, 1866 – kantata
- La cruche cassée, 1870 – opera komiczna
- Don Quichotte, 1874 – opera
- Le char, 1878 – opera
- Le capitaine Fracasse, 1878 – opera
- Tabarin, 1885 – opera
- Tartarin sur les Alpes, 1888 – opera komiczna
- Les folies amoureuses, 1891 – opera komiczna
- Une nuit de Noël, 1893 – opera
- Mam'zelle Carabin, 1893 – opera komiczna
- Le muet, 1894 – opera
- La dame de trèfle, 1898 – opera komiczna
- L'armée des vierges, 1902 – opera komiczna
- L'épave, 1903 – opera komiczna